# AgustaWestland AW159
L'AgustaWestland AW159 Wildcat (precedentemente chiamato Future Lynx e Lynx Wildcat) è un elicottero medio multiruolo prodotto dall'azienda italiana Leonardo S.p.A., in precedenza da AgustaWestland. Si tratta di uno sviluppo del Super Lynx.

## Progettazione e sviluppo

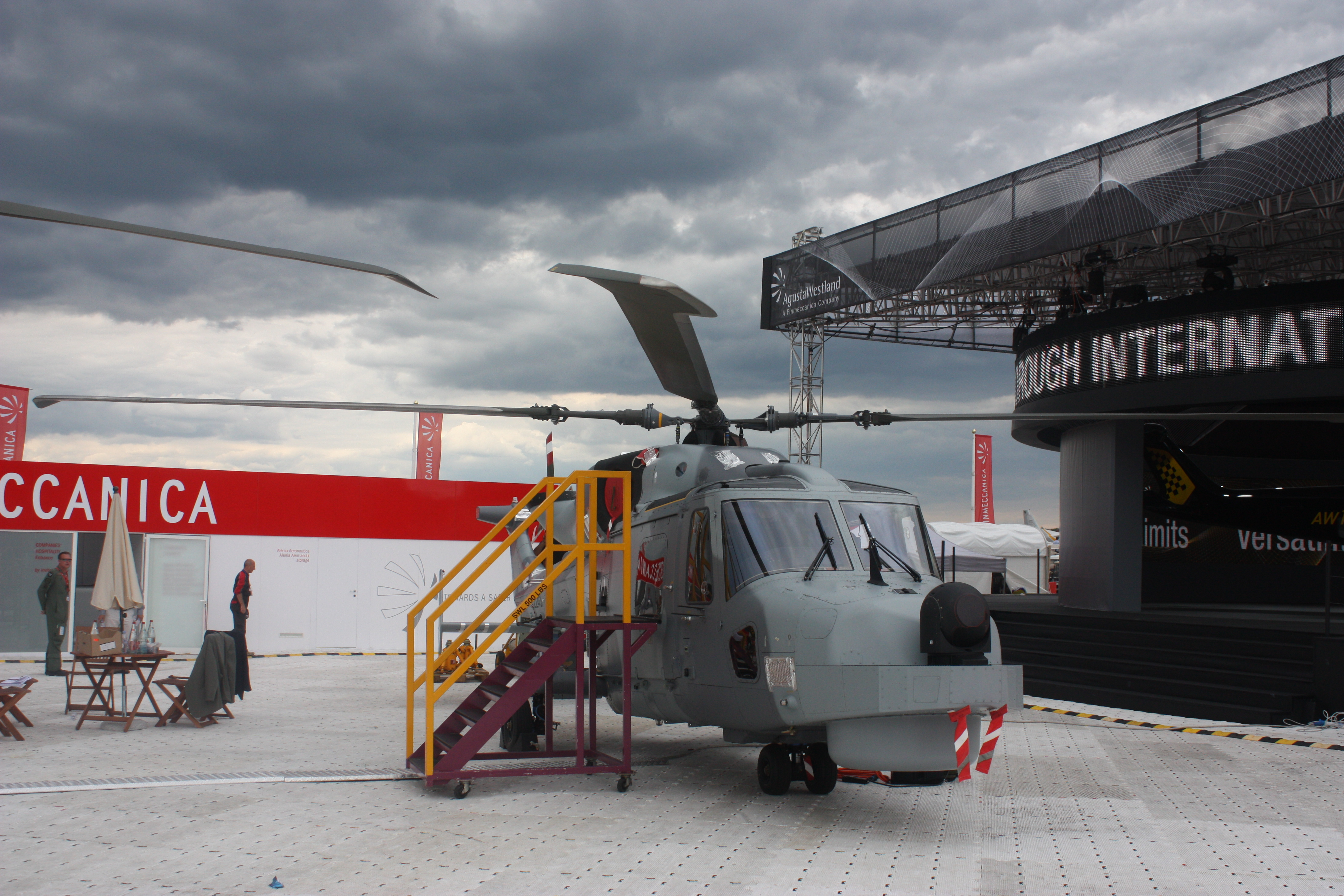
Super Lynx esposto al Farnborough Air Show del 2010

L'AW 159 è nato nel 2002, da due studi effettuati per determinare l'idoneità per un derivato del Super Lynx 300, di sostituire i Lynx in dotazione alla Royal Navy e al British Army.
Entrambe le versioni, per la marina e l'esercito britannico, si basano su un'unica cellula con un carrello d'atterraggio. Il Future Lynx è alimentato da 2 turbine LHTEC CTS800-4N capaci di sviluppare una potenza pari a 1 362 shp. Sarà costruito con nuovi materiali, una nuova struttura del naso, un nuovo piano orizzontale, un nuovo rotore di coda e dotato di nuova avionica. Inoltre nella versione navale sarà presente un nuovo radar AESA progettato dalla SELEX Galileo.
Il 22 giugno 2006 il ministero della difesa britannico ha annunciato di aver siglato un accordo con l'AgustaWestland che prevede la fornitura di 70 apparecchi, 40 per l'esercito e 30 per la marina, di Future Lynx per una spesa complessiva di 1.000 milioni di sterline; nel contratto è previsto l'accordo per una partnership con l'azienda di Finmeccanica. Nel 2008 il governo inglese ha annunciato che l'ordine è stato ridotto a 62 velivoli.
Il 24 aprile 2009 è stato annunciato che il Future Lynx era stato ribattezzato AW 159 da AgustaWestland, mentre il nome operativo per le forze armate inglesi è Wildcat Lynx. Il primo Future Lynx ha effettuato il volo inaugurale presso Yeovil il 12 novembre 2009. Sono stati costruiti altri due esemplari che si sono alzati in volo rispettivamente il 14 ottobre 2010, e il 19 novembre 2010.
Il 15 gennaio 2013 è stato annunciato che l'AW 159 è risultato vincitore di una selezione indetta dalla Marina militare sudcoreana per l'acquisto di otto elicotteri; il contratto prevedeva anche la formazione degli equipaggi e del personale a terra. Gli elicotteri, la cui consegna è iniziata nel 2015, sono equipaggiati in modo tale da poter svolgere sia missioni di pattugliamento che quelle di salvataggio.

## Utilizzatori
Corea del Sud
- Daehanminguk Haegun

8 AW159 Wildcat ASW acquistati nel 2016 e tutti in servizio all'agosto 2019.
 Filippine
- Philippine Navy

2 AW159 Mk 220 Lynx Wildcat ASW ordinati nel 2016. Consegne completate a maggio 2019.
 Regno Unito
- British Army

34 Wildcat AH.1 ordinati ed entrati in servizio il 29 agosto 2014.
- Royal Navy

28 HMA.2 consegnati nel 2015 e privi di capacità ASW.